# Макк'ягодена
Макк'ягодена, Макк'яґодена (італ. Macchiagodena) — муніципалітет в Італії, у регіоні Молізе,  провінція Ізернія.
Макк'ягодена розташований на відстані близько 165 км на схід від Рима, 23 км на захід від Кампобассо, 15 км на схід від Ізернії.
Населення — 1825 осіб (2014). Щорічний фестиваль відбувається третьої неділі травня. Покровитель — святий Миколай.

## Демографія
Населення за роками:

Станом на 1 січня 2023 року в муніципалітеті офіційно проживав 31 іноземець з 10 країн, серед них 15 громадян країн Євросоюзу.

## Сусідні муніципалітети
- Бояно
- Канталупо-нель-Санніо
- Карпіноне
- Фрозолоне
- Сан-Массімо
- Сант'Елена-Санніта
- Санта-Марія-дель-Молізе